# Sphaerotheca epilobii
Sphaerotheca epilobii är en svampart som först beskrevs av Heinrich Friedrich Link, och fick sitt nu gällande namn av de Bary 1871. Sphaerotheca epilobii ingår i släktet Sphaerotheca och familjen Erysiphaceae.  Arten är reproducerande i Sverige. Inga underarter finns listade i Catalogue of Life.